# 横三ツ蔵町
横三ツ蔵町（よこみつくらちょう）は、愛知県名古屋市中区の地名。

## 歴史

### 地名の由来
三ツ蔵から横（東西）に伸びる筋であることに由来するとみられる。三ツ蔵はかつて、清洲城に福島正則が建てさせた緊急用の三棟の米蔵を指していたが、清洲越しに伴い、名古屋城下に数十棟規模の蔵となった。

### 沿革
- 1878年（明治11年） - 従来の横三ツ蔵筋を名古屋区横三ツ蔵町と改称[1]。
- 1889年（明治22年）10月1日 - 名古屋市成立に伴い、同市横三ツ蔵町となる[1]。
- 1908年（明治41年）4月1日 - 中区成立に伴い、同区横三ツ蔵町となる[1]。
- 1944年（昭和19年）2月11日 - 栄区成立に伴い、栄区横三ツ蔵町となる[1]。
- 1945年（昭和20年）11月3日 - 栄区廃止に伴い、中区横三ツ蔵町となる[1]。
- 1963年（昭和38年）3月20日 - 4丁目および5丁目が白川町に編入される[4][5]。
- 1966年（昭和41年）3月30日 - 住居表示実施に伴い、1丁目から3丁目が栄一丁目、4丁目が栄二丁目にそれぞれ編入され、消滅した[4][1]。